# Bundeswahlkreis Calare
Koordinaten: 33° 18′ S, 148° 55′ O

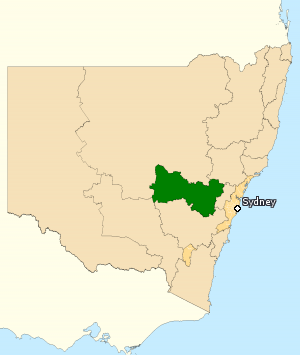
Lage des Wahlkreises in New South Wales.

Der Bundeswahlkreis Calare ist ein Wahlkreis (englisch electoral division) für die Wahl eines Abgeordneten des australischen Repräsentantenhauses. Der Wahlkreis erstreckt sich von Parkes bis nach Lithgow. Er trägt den ursprünglichen Namen des Flusses Lachlan River, der von örtlichen Aborigines Kulair genannt wird.
Der Wahlkreis wurde 1906, nach der Abschaffung des Wahlkreises Canobolas, angelegt. Anfangs umfasste er nur die Orte Forbes, Orange und Parkes. Während der Neueinteilung im Jahre 2006 wurde der Wahlkreis stark vergrößert. Es kam ein großer Teil (zwischen Brewarrina und Menindee) vom nordwestlichen New South Wales hinzu und die Wahlkreisgrenze wurde nach Südwesten bis Cowra verschoben.
2009 wurde die Erweiterung teilweise wieder zurückgenommen und die nordwestlichen Gebiete an den Wahlkreis Parkes übergeben.

## Bisherige Abgeordnete
| Name            | Partei                              | Amtszeiten     |
| --------------- | ----------------------------------- | -------------- |
| Thomas Brown    | Australian Labor Party              | 1906–1913      |
| Henry Pigott    | Commonwealth Liberal Party          | 1913–1916      |
| Henry Pigott    | Nationalist Party of Australia      | 1916–1919      |
| Thomas Lavelle  | Australian Labor Party              | 1919–1922      |
| Neville Howse   | Nationalist Party of Australia      | 1922–1929      |
| George Gibbons  | Australian Labor Party              | 1929–1931      |
| Harold Thorby   | Country Party of Australia          | 1931–1940      |
| John Breen      | Australian Labor Party              | 1940–1946      |
| John Howse      | Liberal Party of Australia          | 1946–1960      |
| John England    | Country Party of Australia          | 1960–1975      |
| Sandy Mackenzie | National Country Party of Australia | 1975–1982      |
| Sandy Mackenzie | Nationale Partei Australiens        | 1982–1983      |
| David Simmons   | Australian Labor Party              | 1983–1996      |
| Peter Andren    | parteilos                           | 1996–2007      |
| John Cobb       | Nationale Partei Australiens        | 2007–2016      |
| Andrew Gee      | Nationale Partei Australiens        | 2016–amtierend |